# Atelaw Bekele
Pour les articles homonymes, voir Bekele.
Atelaw Yeshetela Bekele (né le 4 décembre 1987 en Éthiopie) est un athlète belge, spécialiste des courses de fond.

## Biographie
Installé en Belgique à l'âge de seize ans, il obtient la nationalité belge en novembre 2008.
En 2011, Atelaw Bekele remporte le titre individuel des Championnats d'Europe de cross-country de Velenje en Slovénie en clôturant les 9 870 m du parcours en 29 min 15 s. Il devance l'Espagnol Ayad Lamdassem et le Portugais José Rocha.

### Palmarès
| Date | Compétition                            | Lieu    | Résultat | Épreuve    |
| ---- | -------------------------------------- | ------- | -------- | ---------- |
| 2011 | Championnats d'Europe de cross-country | Velenje | 1er      | Individuel |

### Records
| Épreuve | Performance    | Lieu     | Date               |
| ------- | -------------- | -------- | ------------------ |
| 5 000 m | 14 min 29 s 85 | Rovereto | 1er septembre 2009 |